# Edmund Hartig
Edmund Hartig (* 11. April 1894 in Leitmeritz, Bezirk Leitmeritz, Böhmen; † 17. September 1967 in Wien) war ein böhmisch-österreichischer Wasserrechtexperte.

## Leben
Er wurde 1894 als Edmund Franz Graf von Hartig in Leitmeritz in Böhmen geboren. Er war das erste von vier Kindern von Leopold Graf von Hartig und Marie Zallinger zum Thurn. Verheiratet war er mit Karoline Gräfin von Walterskirchen, mit der er acht Kinder hatte. Nach dem Besuch des Theresianums begann er an der Universität Wien ein Studium der Rechtswissenschaften, wurde aber 1916 vor dem Abschluss in den Staatsdienst berufen. Er diente in den Bezirkshauptmannschaften von Gmünd, Bruck an der Leitha und Melk. Von 1929 bis zu seiner Pensionierung als Sektionschef arbeitete er im österreichischen Bundesministerium für Land- und Forstwirtschaft.

## Wirken
Schon in der Zwischenkriegszeit wirkte Hartig im Landwirtschaftsministerium an der Gestaltung des österreichischen Wasserrechts mit. So wies er bei der Schaffung des Wasserrechtsgesetzes 1934 auf „entscheidende Mängel und Lücken des alten Gesetzes“ hin. Nach dem Ende des Zweiten Weltkriegs leitete er den Aufbau der Obersten Wasserrechtsbehörde in die Wege und entwarf die Gesetzesnovellen 1945 und 1947. Die wirtschaftliche und gesellschaftliche Entwicklung machten eine verstärkte gesetzliche Regelung der Bewirtschaftung von Gewässern und des Grundwassers notwendig. Einerseits gewann die Energiegewinnung mittels Wasserkraft schon vor dem Krieg, aber vor allem danach, eine immer größere Bedeutung. Andererseits sorgte die zunehmende Verunreinigung der Gewässer für eine zunehmende Trinkwasserverknappung. Auch mussten öffentliche und private Interesse in Einklang gebracht werden. In dem von Harting gestalteten Wasserrechtsgesetz 1959 wurden all diese Aspekte gesetzlich umfassend geregelt. Das Gesetz war die Grundlage für den starken Ausbau der Wasserkraft in Österreich, wurde zu einem Vorbild für Europa und fand internationale Anerkennung.
In dieser Zeit begann Hartig auch sich intensiver mit der zwischenstaatlichen Regulierung von Gewässern zu beschäftigen. So stellte er 1955 in einem wissenschaftlichen Artikel fest, dass es noch kein „allgemeines Wasserrecht“ gäbe. Den Vertrag über die Wassernutzung an der Donau zwischen Österreich und Bayern aus dem Jahr 1950 und jenen zwischen Österreich und Jugoslawien über die Drau sah er als Beginn einer neuen Phase im Bemühen um zwischenstaatliche Absprachen zur Wassernutzung. Ende der 1950er-Jahre formulierte Hartig das sogenannte Kohärenzprinzip als neuen Ausgangspunkt für internationale wasserrechtliche Regelungen. Dieses bedeutet, dass Gewässer ungeachtet staatlicher Grenzen im Rahmen ihrer natürlichen Grenzen rechtlich als „eine“ Sache zu betrachten sind.
Harting arbeitete in der Europäischen Wirtschaftskommission der Vereinten Nationen und der Gesellschaft für internationales Recht mit und stand der Österreichischen Vereinigung für politische Wissenschaften und der Österreichischen Verwaltungswissenschaftlichen Vereinigung vor. Er war Vizepräsident des Österreichischen Wasserwirtschaftsverbands.

## Auszeichnungen
- Großes Goldenes Ehrenzeichen für Verdienste um die Republik Österreich (1956)[5]
- Ehrendoktorat der Universität Innsbruck (1965)[6]